# Lockne (småort)
Lockne är en småort i Lockne distrikt (Lockne socken) i Östersunds kommun i Jämtlands län, belägen strax söder om Brunflo. Tidigare benämnde SCB samma ort Haxäng.
Väster om småorten som är en tidigare stationsort, på andra sidan Locknesjön, ligger Lockne kyrka utanför Ångsta.